# József Déry
József Déry (wym. [joːʒɛf deːri], ur. 1865, zm. 13 października 1937 w Pestszentlőrinc) – węgierski taternik, działacz turystyczny, turysta i sędzia.
Do uprawiania taternictwa zachęcił Józsefa Déryego jego teść Ödön Téry. Wspinał się w Tatrach najaktywniej na przełomie XIX i XX wieku. Jego wspinaczkowymi towarzyszami byli najczęściej przewodnicy tatrzańscy, m.in. Johann Hunsdorfer (senior). W latach 1910–1930 był jednym z redaktorów węgierskiego „Turisták Lapja” – czasopisma o charakterze turystycznym. W gazecie tej opublikował wiele swoich artykułów o tematyce tatrzańskiej, które ilustrował własnoręcznie zrobionymi zdjęciami i rysunkami. Dwukrotnie był współautorem jubileuszowych książek, które wydawano w 25. i 40. rocznicę powstania Węgierskiego Towarzystwa Turystycznego. József Déry przez wiele lat był jednym z najaktywniejszych członków tego towarzystwa, za wkład mu poświęcony przyznano mu status jego honorowego członka. Turystykę w Tatrach uprawiał do 1936 roku.
József Déry upamiętniony został w niemieckim i węgierskim nazewnictwie Spiskiej Grzędy (Déryspitze, Dérycsúcs).

## Ważniejsze tatrzańskie osiągnięcia wspinaczkowe
- pierwsze wejście na Spiską Grzędę, wraz z Hunsdorferem seniorem,
- pierwsze wejście na Mały Lodowy Szczyt, wraz z Hunsdorferem seniorem,
- pierwsze wejście na Żółtą Ścianę, wraz z Mihályem Benkó i Hunsdorferem seniorem.